# Willem Lodewijk van Baden-Durlach

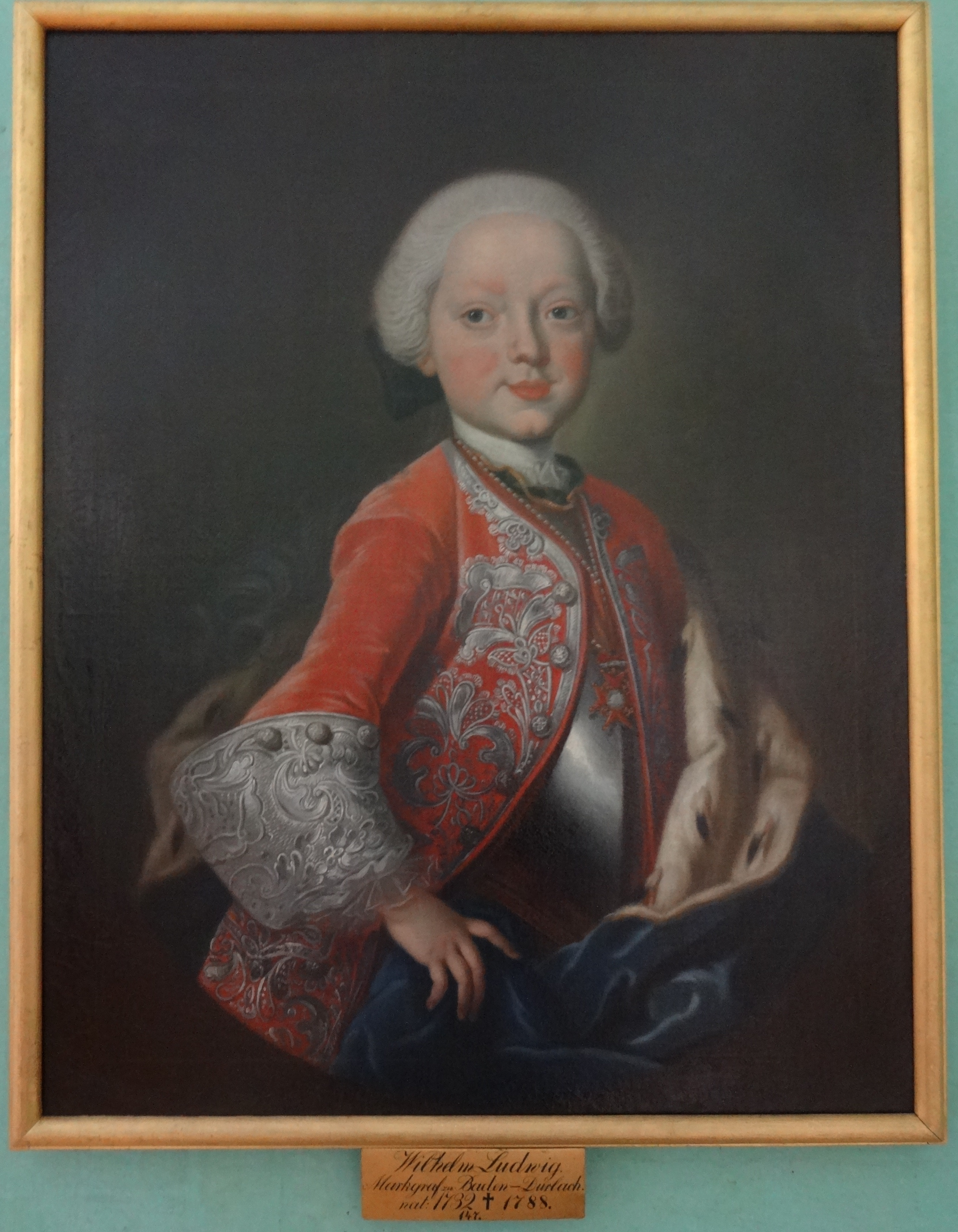
Portret van Willem Lodewijk van Baden-Durlach als kind.

Willem Lodewijk van Baden-Durlach (Karlsruhe, 14 januari 1732 — aldaar, 17 december 1788) was van 1753 tot aan zijn dood gouverneur van Arnhem. Hij behoorde tot het huis Baden.

## Levensloop
Willem Lodewijk was de tweede zoon van erfprins Frederik van Baden-Durlach en Amalia van Nassau-Dietz, dochter van vorst Johan Willem Friso van Nassau-Dietz. Zijn broer Karel Frederik werd in 1806 de eerste groothertog van Baden.
Van 1743 tot 1745 studeerde hij aan de Universiteit van Lausanne, waarna hij van 1745 tot 1746 een grand tour maakte die hem onder meer naar Parijs en de Republiek der Zeven Verenigde Nederlanden bracht. Daar verbleef Willem Lodewijk aan het hof van zijn oom Willem Hendrik Karel Friso, die in 1747 onder de naam Willem IV erfstadhouder van de Nederlanden werd. Omdat Willem IV vond dat Willem Lodewijk door zijn ongedisciplineerd gedrag een slechte invloed had op zijn oudere broer Karel Frederik, zorgde hij ervoor dat Willem Lodewijk een militaire loopbaan in de Nederlanden begon. In 1753 werd hij benoemd tot stadhouder van Gelderland en in 1766 werd hij door de Nederlandse Staten-Generaal tot luitenant-generaal benoemd.
Op 13 april 1788 sloot Willem Lodewijk met de toestemming van zijn broer Karel Frederik een morganatisch huwelijk met Christine Wilhelmine Schortmann. Ze kregen een dochter Louise (1763-1824), die huwde met markies Frederic Camill de Montperny, en een zoon Willem Lodewijk (1766-1813), die huwde met vrijvrouwe Augusta von Bothmer. Op 27 januari 1777 werden zij door Willem Lodewijks broer Karel Frederik als vrijheren van Seldeneck in de adelstand verheven. 
Willem Lodewijk kocht landerijen in Mühlburg, waar hij in 1769 een meekrapfabriek stichtte. Deze fabriek werd al een jaar later verbouwd tot een brouwerij die tot in 1921 bestond. Vanaf 1771 werd daar eveneens brandewijn geproduceerd. 
Hij stierf op 56-jarige leeftijd.